# Platyleberis
Platyleberis is een geslacht van kreeftachtigen uit de klasse van de Ostracoda (mosselkreeftjes).

## Soorten
- Platyleberis chamela (Bold, 1960) Colin, 1988 †
- Platyleberis profunda (Breman, 1975) Bonaduce & Danielopol, 1988